# Гаджилы, Ариф Мустафа оглы
Ариф Мустафа оглы Гаджилы (азерб. Arif Mustafa oğlu Hacılı; род. 22 января 1962, Юхары Тала, Закатальский район) — азербайджанский политический деятель.

## Биография
Родился 22 января 1962 года в селе Юхары Тала. Окончил факультет журналистики Азербайджанского государственного университета, в 1983—1988 годы работал редактором Загатальского районного радио.
С 1988 года состоял в партии «Народный фронт Азербайджана». В 1990—1995 годы — депутат Верховного Совета Азербайджана; в 1992—1993 (период президентства Абульфаза Эльчибея) занимал пост государственного советника по работе с территориальными органами власти и управления.
С 1992 года — член партии «Мусават». Подвергался аресту в 2003—2005 и 2011—2012 годах за организацию несанкционированных акций; Парламентской ассамблеей Совета Европы был объявлен политзаключённым, Amnesty International — «узником совести».
С 2006 года руководил Центральным исполнительным аппаратом партии «Мусават». В сентябре 2014 года избран главой партии «Мусават».

## Политические взгляды
Руководитель центрального аппарата партии «Мусават» Ариф Гаджилы в качестве первоочередных задач оппозиции назвал борьбу за восстановление смешанной пропорционально-мажоритарной избирательной системы Азербайджана. Кроме того, по его словам, в последние годы в Азербайджане значительно осложнилось положение с правами человека, а свобода собраний фактически сведена на нет.
Согласно некоторым[каким?] источникам, имеет тесную связь с турецкими политическими[какими?] партиями.